# Wiaczesław Jarosławowic
Wiaczesław (ur. 1034/1036 w Kijowie, zm. 1056/1057) – książę smoleński od 1054. Syn Jarosława I Mądrego. Ojciec Borysa.